# Tölt

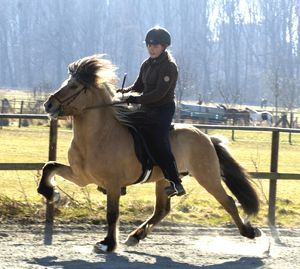
En häst som töltar

Tölt är en gångart som endast ett fåtal hästraser behärskar, varav islandshästen torde vara den mest kända. Tölten är en fyrtaktig gångart med fotförflyttningen vänster bak – vänster fram – höger bak – höger fram osv. Rörelsemönstret är egentligen en typ av snabb skritt, men istället för att ha tre ben i marken och ett lyft, har hästen i tölt ett eller två ben på marken och de övriga lyfta. Tack vare att tölten inte innehåller något svävmoment blir detta väldigt bekvämt för ryttaren.
Tölt kan ridas i mycket olika tempo. Tävling med islandshästar handlar oftast inte om att vara snabbast utan är en bedömningssport där domare bedömer gångarternas renhet och hästens lydighet och följsamhet. Flera tävlingsgrenar gäller konsten att rida tölt i varierande tempo i ren takt på en häst som är lösgjord och bär sig själv.